# Choryně
Choryně (deutsch Chorin) ist eine Gemeinde in Tschechien. Sie liegt sechs Kilometer nordwestlich von Valašské Meziříčí und gehört zum Okres Vsetín.

## Geographie
Choryně befindet sich in den Hügeln der Kelčská pahorkatina. Das Dorf liegt linksseitig der Bečva an der Einmündung der Juhyně und wird vom Bach Pastevník durchflossen. Südöstlich erhebt sich die Strážka (424 m), im Süden die Sedliska (414 m) und westlich der Choryňská stráž (375 m). Nördlich des Dorfes verläuft rechtsseitig der Bečva bei Střítež die Eisenbahn zwischen Hranice und Vsetín. Die nächste Bahnstation ist Lhotka nad Bečvou.
Nachbarorte sind Poruba, Na Valše, Střítež und Střítežík im Norden, Lhotka nad Bečvou im Nordosten Za Vodou und Bynina im Osten, Juřinka, Hájky, Poličná und Lhota im Südosten, Vystrkov und Branky im Süden, Police, Lapač und Komárovice im Südwesten, Kladeruby und Němetice im Westen sowie Pod Dobravou, Milotice nad Bečvou und Hustopeče nad Bečvou im Nordwesten.

## Geschichte
Die erste schriftliche Erwähnung des Dorfes Nachorini erfolgte 1131 in einer Urkunde des Olmützer Bischofs Heinrich Zdik. Das Dorf gehörte bis 1263 zum direkten Besitz des Olmützer Domkapitels und bildete noch in der zweiten Hälfte des 13. Jahrhunderts ein bischöfliches Lehngut, dessen Besitzer bis zum 15. Jahrhundert in rascher Folge wechselten. Im Jahre 1307 wurde der Ort als Choryn und 1320 als Chorin bezeichnet. Das Lehn befand sich seit dem 15. Jahrhundert beständig im Besitz des Geschlechts von Ledska, die sich ab 1620 nach dem Ort das Prädikat Chorynský von Ledska zulegten. 1680 wurde der Ort von einem Ausbruch der Pestilenz heimgesucht. Zu Beginn des 19. Jahrhunderts erwarben die Herren von Forgáč die Güter. 1846 wurde der Ort als Chorina bezeichnet.
Nach der Aufhebung der Patrimonialherrschaften bildete Choryň/Chorin mit dem Ortsteil Střítež ab 1850 eine Gemeinde in der Bezirkshauptmannschaft Valašské Meziříčí. Seit 1872 wurde der Ort als Chorýn bezeichnet. Střítež verlor zum Ende des 19. Jahrhunderts seinen Status als Ortsteil. 1885 wurde die Eisenbahn von Mährisch Weißkirchen nach Wsetin eingeweiht. Ab 1893 lautete der Name der Gemeinde Choryň und seit 1925 wird sie als Choryně bezeichnet. Nach der Aufhebung des Okres Valašské Meziříčí wurde Choryně 1960 dem Okres Vsetín zugeordnet. Die Gemeinde führt seit 1998 ein Wappen und Banner; dieses geht auf das Wappen des Geschlechts der Chorynský von Ledska zurück.

## Gemeindegliederung
Für die Gemeinde Choryně sind keine Ortsteile ausgewiesen. Zu Choryně gehören die Ansiedlung Hodalův Mlýn, der Hof Střítež (Strzitesch) sowie die Feriensiedlung Střítežík.

## Sehenswürdigkeiten
- Schloss Choryně, es entstand 1573 unter Václav von Ledská neben einer alten Feste, die noch bis 1654 bestand. 1882 gründete Kardinal Friedrich Egon von Fürstenberg im Schloss ein Kloster der Kongregation zum hl. Kreuz.
- Kirche der hl. Barbara, errichtet 1785–1790
- Kapelle der Jungfrau Maria von Lourdes
- Wassermühle Hodalův mlýn, am westlichen Ortsrand
- Naturreservat Choryňská stráž, westlich des Dorfes am gleichnamigen Hügel
- Naturreservat Choryňský mokřad, Feuchtgebiet am Teich Velký choryňský rybník, nördlich des Ortes bri Lešná